# لي هيونغ سيل
لي هيونغ سيل مواليد 28 مايو 1961 في غيونغسانغ الجنوبية، كوريا الجنوبية، هو لاعب كرة قدم كوري جنوبي دولي سابق كان يلعب كلاعب وسط. سبق له أن لعب في كأس العالم لكرة القدم مع منتخب بلاده.

## المسيرة الاحترافية

### أندية لعب لها
- بوهانغ ستيلرز

## روابط خارجية
- لي هيونغ سيل على موقع الاتحاد الدولي (مؤرشف)  (الإنجليزية)
- لي هيونغ سيل على موقع دوري كوريا الجنوبية (الإنجليزية)
- لي هيونغ سيل على موقع ناشيونال فوتبول تيمز (الإنجليزية)